# Катар-1
Ка́тар-1 (Qatar-1) — звезда, которая находится в созвездии Дракон на расстоянии около 782 световых лет от нас. Вокруг звезды обращается, как минимум, одна планета.

## Характеристики
Звезда была названа в честь государства Катар, расположенного на Катарском полуострове в северо-восточной части Аравийского полуострова. Название было дано группой исследователей проекта Алсубаи, которые обнаружили планету у данной звезды. Сама звезда представляет собой оранжевый карлик главной последовательности, имеющий массу и радиус, равные 85 % и 82 % солнечных соответственно. Температура поверхности составляет около 4861 кельвинов. Катар-1 — довольно старая по астрономическим меркам звезда; её возраст оценивается учёными более чем 6 миллиардов лет.

## Планетная система
В 2010 году группой астрономов, работающих в рамках проекта Алсубаи, было объявлено об открытии планеты Катар-1 b в системе. Это газовый гигант по размерам и массе сходный с Юпитером. Планета обращается очень близко к родительской звезде — на расстоянии 0,023 а.е., поэтому температура её атмосферы крайне высока — около 1399 кельвинов. Открытие было совершено транзитным методом.